# Giselle Khoury
Giselle Khoury (Beirut, 1961 - 15 d'octubre de 2023) fou una periodista i presentadora d'un programa d'entrevistes a la BBC Arabic. El seu programa es deia Al Mashhad, i hi entrevistava figures prominents i del món àrab. Era la vídua de Samir Kassir.

## Carrera
Va començar la seua carrera el 1986 a LBC 1 Channel com a presentadora de programes d'entrevistes culturals. Va entrar en el grup de comunicació panaràbic MBC en 2002 i va contribuir al llançament del canal de notícies 24 hores Al-Arabiya. Va presentar un programa d'entrevistes setmanal sobre política en Al-Arabiya des de 2003 a 2013. En el període en el qual va treballar en el programa sobre política Bil Arabi, en el canal de notícies Al-Arabiya, va entrevistar a líders polítics, caps d'Estat, primers ministres i ministres d'afers exteriors.
El programa va cobrir esdeveniments actuals i els últims esdeveniments polítics del món àrab i del món sencer en general. En 2009, Giselle va cofundar la productora Al Rawi, el primer projecte de la qual va ser una biografia en quatre episodis del líder palestí Yasir Arafat.

### BBC Arabic
En 2013, Giselle Khoury va ser contractada per BBC Arabic per presentar el programa Al Mash'had, un dels nous programes del canal. El programa va començar a principis de 2014. És produït per Mona Hamdan al Líban, i mostra alguns dels principals testimonis dels esdeveniments ocorreguts en la història recent d'Orient Mitjà. Khoury viatja per diferents països per reunir-se amb diferents figures àrabs i internacionals i escoltar els seus relats sobre els esdeveniments que han canviat la història.

## Vida personal i mort
Khoury va estar casada amb el periodista, escriptor i historiador Samir Kassir fins al seu assassinat el 2 de juny de 2005. Des de la mort del seu marit, Giselle Khoury va intentar donar a conèixer les idees del seu marit amb l'ajuda d'amics i la seva família. Va fundar la Fundació Samir Kassir i el centre per a mitjans de comunicació i llibertat cultural SKeyes. Tingué un fill, Marwan, i una filla, Rana.
Khoury va morir a casa seva a Beirut el 15 d'octubre de 2023, a 62 anys, d'un càncer.